# هزار و یک روز
هزار و یک روز کتابی از دوران صفوی و از رستهٔ جامع الحکایات تألیف فرانسوا پتیس دلاکروا بر اساس مدلی از هزار و یک شب است. وی این کتاب را در پنج مجلد بین سال‌های ۱۷۱۰ و ۱۷۱۲ منتشر کرد که ترجمه مجموعه‌ای فارسی به نام هزار و یک روز به‌دست آمده از درویشِ مخلص در اصفهان در ۱۶۷۵ است. این حکایات در واقع، اقتباسی آزاد از فرج بعد از شدت به ترکی عثمانی بود.

## داستان
فَرّخناز، شاهزاده‌خانم کشمیر با دیدن خوابی از مردان متنفر می‌شود. او خواب می‌بیند که ماده‌گوزنی، گوزن نری را که به دام صیاد افتاده‌است، نجات می‌دهد اما هنگامی که ماده‌گوزن در پی این فداکاری، اسیر بندهای صیاد می‌شود، گوزنِ نر او را به حال خود می‌گذارد و می‌گریزد. شاهزاده‌خانم با دیدن این خواب، اعتمادش را به حد تنفر به جنس مذکر از دست می‌دهد و زیر بار هیچ ازدواجی نمی‌رود. پادشاهِ نگران حال دختر و کشورش، این نگرانی را با دایهٔ او «جرعه‌بخش» در میان می‌گذارد. دایه قول می‌دهد که اگر به او اجازه و وقت لازم داده شود با قصه‌گویی و داستان‌درمانی فرخناز را متغیر کند. در حقیقت در داستان‌های هزار و یک روز این دایهٔ سرد و گرمِ روزگار چشیدهٔ آگاه و باتجربه تلاش می‌کند با تعریف داستان‌هایی تودرتو از وفاداری مردان عاشق، احساس تنفر شاهزاده به مردان را از بین ببرد و سلامت شاهزاده را به او بازگرداند.

## معرفی کتاب
ساختار داستان‌نویسی هزار و یک روز تو در تو یا لایه به لایه است، در لایهٔ اول، حکایت فرخناز، دختر شاه کشمیر (روایتِ اصلی) قرار دارد، با ورود جرعه‌بخش قصه‌گو در لایهٔ دوم شش داستان بلند روایت می‌شود. در لایهٔ سوم این روایت‌ها خود به ۵۰ روایت داستانی تقسیم می‌شوند که در لایهٔ چهارم و پنجم نیز روایت‌های مستقلی به آن‌ها افزوده می‌شود و جمعاً ۷۲ روایت کوتاه را شکل می‌دهند که به صورت کلاسیک ۱۹ داستان است.
فرانسوا پتیس دلاکروا در ۱۷۱۰ اولین جلد هزار و یک روز را که ادعا می‌کرد ترجمهٔ کتاب مجموعهٔ داستانِ فارسی از «درویشِ مخلص» است، شش سال پس از نشر هزار و یک شب آنتوان گالان به زبان فرانسوی چاپ کرد و این کتاب به زبان‌های زندهٔ دنیا ترجمه و باز نشر شد. این کتاب با ترجمهٔ محمد حسن میرزا کمال‌الدوله و محمد کریم‌خان قاجار از فرانسوی به فارسی ترجمه شد و در ۱۲۷۵ خورشیدی به نام ألف النهار در قطع رحلی در ۵۷۵ صفحه به چاپ سنگی رسید سپس در سال ۱۳۲۹ خورشیدی توسط نشر امیرکبیر و کتابفروشی ادبیه در ۴۰۴ صفحهٔ وزیری با حذف سخن راوی در ابتدای فصل‌بندی روزانه‌ها، با تغییرات بسیار جزئی در متن و تغییر نقاشی‌های چاپ سنگی، منتشر شد. چاپ دیگری از این کتاب با عنوان هزار و یک روز با بازنویسی، کاستن و افزودن و جابه‌جایی داستان‌ها توسط لطفعلی بریمانی سال ۱۳۶۱ و به همت نشر عطایی چاپ شده‌است و خلاصهٔ ۱۶۸ صفحه‌ای حاوی چندین داستان از این کتاب به نام افسانه‌های هزار و یک روز از سارا. کی با ترجمهٔ رؤیا خویی در سال ۱۳۹۰ برای کودک و نوجوان توسط نشر محراب قلم منتشر شده‌است. مجموعه به صورت کامل در ۹۷ با تصحیح و مقدمه رضا طاهری در ۶۸۸ صفحه رقعی در نشر نخستین به چاپ رسید.

## تشابه هزار و یک روز و هزار و یک شب
دلاکروا در ۱۷۱۰ اولین جلد ترجمهٔ هزار و یک روز را در پاریس منتشر ساخت، این مجموعه داستان در ۵ جلد و جلد آخر آن سال ۱۷۱۲ منتشر شد. آنتوان گالان در ۱۷۰۴ اولین جلد ترجمهٔ هزار و یک شب را در پاریس منتشر ساخت، بقیهٔ این مجموعه داستان در ۱۲ جلد از روی چهار نسخهٔ دست‌نویس سوری به انضمام برخی قصه‌های شفاهی دیگر تا سال ۱۷۱۵ منتشر شد. متن عربی کتاب، نخستین بار در ‎۱۸۱۴–۱۸۱۸ در کلکته، چاپ سنگی شد و سپس در ۱۸۳۵ در بولاق، ‎۱۸۳۵–۱۸۴۳ بروسلاو و بار دیگر در ‎۱۸۳۹–۱۸۴۲ در کلکته و در ۱۸۸۴ در قاهره، انتشار یافت. از آن پس، همهٔ کتاب یا گزیده‌هایی از آن بارها ترجمه و به چاپ رسید. هزار و یک شب نخستین بار در ایران توسط تسوجی ‎۱۸۴۳–۱۸۴۷ از نسخهٔ عربی بولاق با تغییراتی اندک به فارسی ترجمه شد.
هر دو کتاب بر اساس سنت قصه‌گویی ایرانی بر محور داستان بنیادین شهرزاد و فرحناز شکل گرفته‌است و روای اصلی قصه‌ها زن هست و بر پایهٔ قصهٔ بنیادین داستان سایر حکایت‌ها در کنار هم چیده شده‌اند. ترجمهٔ این دو کتاب در سیر داستان‌نویسی غرب پر اثر بوده‌است و انتشار مجدد آن در خاورمیانه و ایران در طی این دو قرن بر فضای فرهنگی داستان‌های فارسی اثر گذار بوده‌است. شباهت نام کتاب و ساختار داستان‌های تو درتو با قصهٔ بنیادین قصه‌گو و محتوای این کتاب با هزار و یک شب و چون هیچ متن فارسی‌ای نه در آثار و وسایل به جا مانده از دلاکروا، و نه اساساً در جای دیگری نیافتند و همچنین نایافته ماندن شخصیت تاریخی «درویش مخلص» منتقدان را برآن داشت که در ادعای مترجم و نویسندهٔ هزار و یک روز که شش سال پس از هزار و یک شب به زبان فرانسوی و در پاریس چاپ شده شک و تردید کنند. اما پژوهش‌گران ادبی در راستای خاستگاه ایرانی بودن قصه‌های این کتاب هیچ شک و تردیدی ندارند.

## یادداشت
1. ↑  Ferec baʿd eş-şidde
2. ↑  LES MILLE ET UN JOURS
3. ↑  LES MILLE ET UNE NUITS